# Harald Heide Steen
Harald Heide Steen,  född 11 januari 1911 i Kristiania, död 4 januari 1980 i Oslo, var en norsk skådespelare med en lång och framgångsrik karriär inom norsk teater och film.

## Teaterkarriär
Heide Steen var från teaterdebuten 1935 knuten till Det Norske Teatret, bortsett från ett par års anställning vid Den Nationale Scene och Nationaltheatret. Han blev tidigt en tongivande person inom norsk teater, och spelade i en utpräglat modern repertoar i skådespel av John Steinbeck, Eugene O'Neill och Maxwell Anderson. Efter 1945 blev han även ledande inom den antika tragedin, renässansdramat och den ryska dramatiken. Han spelade med stor kraft titelrollen i Sofokles Kung Oidipus, kung Teseus i Jean Racines Fedra och Prospero i William Shakespeares Stormen. Hos Tjechov kom hans människokännedom och poetiska begåvning till sin rätt i roller som Andrej i Tre systrar, Teljegin i Onkel Vanja och Firs i Körsbärsträdgården. Han hade även en talang för komiska roller.
I Heide Steens senare realistiska repertoar finns den gripande Loman i Arthur Millers En handelsresandes död, Benjamin Sigismund i Johan Falkbergets Den fjärde nattvakten och Torberg i Olav Duuns Ettermæle. Hans stilsäkra spel som Lavalette i Donadieu och pater provinsial i Das heilige Experiment, båda av Fritz Hochwälder, hör till höjdpunkterna i Det Norske Teatrets efterkrigsrepertoar. Det gäller också i hög grad titelrollen i Postmannen fra Arles av Ernst Bruun Olsen, som 1977 gav honom Kritikerprisen.

## Familj
Harald Heide Steen var son till skådespelarna Harald Steen och Signe Heide Steen. Han var bror till skådespelerskan Kari Diesen och sångerskan Randi Heide Steen, systerson till kompositören Harald Heide och morbror till skådespelerskan Anne Marit Jacobsen. Den 22 november 1937 gifte han sig med dansösen och sufflösen Gerd Paulsen, med vilken han 1939 fick sonen Harald Heide Steen Jr., som också blev skådespelare.

## Filmografi
Efter Internet Movie Database:
- 1933 – Vi som går kjøkkenveien
- 1936 – Norge for folket
- 1938 – Ungen
- 1940 – Godvakker-Maren
- 1942 – Nordlandets våghals
- 1943 – Vigdis
- 1946 – Om kjærligheten synger de
- 1946 – På kant med samhället
- 1946 – Jag var fånge på Grini
- 1948 – Dit vindarna bär
- 1949 – Aldri mer! (kortfilm)
- 1951 – Kranes konditori
- 1951 – Storfolk og småfolk
- 1953 – Skøytekongen
- 1954 – Portrettet
- 1955 – Hjem går vi ikke
- 1955 – Pyromanen
- 1956 – Toya rymmer
- 1957 – Toya – vilse i fjällen
- 1958 – Salve Sauegjeter
- 1959 – Herren och hans tjänare
- 1960 – Veien tilbake
- 1960 – Petter fra Ruskøy
- 1960 – Venner
- 1961 – Hans Nielsen Hauge
- 1961 – Askeladden og de gode hjelperne (kortfilm)
- 1961 – Et øye på hver finger
- 1962 – Reve-enka (kortfilm)
- 1962 – Nå gjør vi så...!
- 1964 – Marenco
- 1970 – Antigone (TV-film)
- 1974 – Ungen
- 1977 – Karjolsteinen